# Elaphria tenebrosa
Elaphria tenebrosa là một loài bướm đêm trong họ Noctuidae.